# Totum amoris est
Totum amoris est ("Tutto appartiene all'amore") è una lettera apostolica di papa Francesco, datata e pubblicata il 28 dicembre 2022 e dedicata alla figura di San Francesco di Sales, nel 4º centenario dalla sua morte.